# Diario Vitt
Diario Vitt è una serie di diari scolastici pubblicati dal 1949 al 1980 dalla casa editrice cattolica AVE e realizzati, fatto salve due edizioni, con illustrazioni, vignette e storie a fumetti di Jacovitti.

## Storia editoriale
Il nome deriva dal titolo di un'altra pubblicazione della stessa casa editrice, Il Vittorioso (che dal 1967 cambierà anch'essa nome nel più sintetico "Vitt"), una rivista di fumetti per ragazzi che aveva in Jacovitti uno dei suoi principali autori.
La pubblicazione del diario nasceva con l'intento della casa editrice (nata nel 1935 da una branca dell'Azione Cattolica) di fornire un compendio di testi e consigli finalizzati a educare gli studenti ai quali il diario era indirizzato.
Inizialmente le illustrazioni sono a corredo dei testi ma con gli anni, nelle varie edizioni che si susseguono, diventano indipendenti da queste fino a occupare intere pagine, anche a colori, del diario e la creatività di Jacovitti occupa uno spazio sempre maggiore, fino a diventarne unica protagonista.
Nell'edizione del 1971-72, vi compare il primo fumetto con protagonisti Pippo, Pertica e Palla.
Nel decennio fino al 1980, Jacovitti sarà protagonista assoluto di tutte le edizioni del diario il cui successo spingerà altri editori a dare alle stampe pubblicazioni analoghe basate su personaggi dei fumetti quali ad esempio quelli della Disney, o dei fumetti pubblicati in Italia sulla rivista Linus, quali B.C. o Linus stesso e fino alle più recenti agende quali smemoranda e simili.
Ne esisteva in commercio una versione economica chiamata Diario minor.
Nei decenni degli anni Sessanta e Settanta, Jacovitti, nelle illustrazioni dei diari, fornisce un'istantanea del costume e della cultura italiani.
Non si conoscono le motivazioni della sospensione della pubblicazione a partire dal 1980, tuttavia Goffredo Fofi, nel suo libro Gli anni d'oro del Diario Vitt, sostiene che la scelta di chiudere fu conseguente alla pubblicazione da parte di Jacovitti del suo Kamasultra, di tre anni prima. L'imbarazzo per la vicenda spinse la casa editrice dell'Azione cattolica a chiudere la collaborazione col disegnatore.

## Personaggi
Sul diario hanno trovato spazio nel corso degli anni vignette e illustrazioni ma anche veri e propri fumetti con protagonisti personaggi creati da Jacovitti come Cocco Bill, Pippo, Pertica e Palla, Jak Mandolino e Cip l'arcipoliziotto.
- Pippo, Pertica e Palla, nel 1971[9]
- Jak Mandolino (e del suo maldestro consigliere, il malvagio Pop Corn), nel 1977[9]
- Cocco Bill (con un’avventura ambientata nel Far West intorno al milleottocentosessantaquindici), nel 1978[9]
- Cip l’arcipoliziotto con il suo inseparabile Gallina e l’arcinemico Zagar, nel 1979[9]

## Influenza culturale
Il Diario Vitt è citato nella canzone Lettera a G nell'album Nome e cognome di Luciano Ligabue.